# Isdalen
Isdalen (Noors voor 'het ijsdal' of 'de ijsvallei') is een vallei die loopt van de zuidoostelijke lange zijde van het kunstmatige meer Svartediket tot aan de 'achterkant' van Ulriken in Bergen, Noorwegen. Uit het verlengde van de vallei, richting de stad, wordt het drinkwater van de stad gewonnen.

## Achtergrond
De eerste boerderijen van Årstad bevonden zich hier. Het waren er hooguit dertien. Rond 1900 werd de laatste boerderij gesloten vanwege het gevaar voor vervuiling nadat men het gebied in 1855 als waterbron was gaan gebruiken.
Eind november 1970 kwam Isdalen wereldwijd in het nieuws nadat er in het gebied het verkoolde lichaam van een niet-geïdentificeerde vrouw was gevonden. Deze vrouw kreeg al snel de bijnaam Isdal-vrouw (Noors: Isdalskvinnen). Bijna een halve eeuw na de vondst werd de nog altijd onopgeloste zaak heropend.
Isdalen wordt ook wel 'dodenvallei' genoemd, aangezien het in de middeleeuwen een plek was waar met enige regelmaat mensen zelfmoord pleegden en waar eeuwen later, in de jaren 60 van de 20e eeuw, meerdere wandelaars verongelukten.
Tegenwoordig is Isdalen een populair excursie- en wandelgebied. Echter, door de ruigheid wordt het niet aanbevolen dit gebied bij storm of mist te bezoeken.